# O Guarani
O Guarani è un romanzo del 1857 scritto da José de Alencar. Fu inizialmente pubblicato a puntate sul quotidiano Diário do Rio de Janeiro, ma visto il suo enorme successo Alencar decise di raccogliere i suoi scritti in un volume. Una possibile spiegazione del successo potrebbe stare nel fatto che il romanzo parlava di libertà e indipendenza, evidenziando scenari tipici della natura tropicale e delle popolazioni indigene del Brasile.
Alcuni anni dopo, dal romanzo fu tratta un'opera rappresentata in italiano e intitolata Il Guarany (1870), di Carlos Gomes, che venne rappresentata a Milano e New York. O Guarani è considerato un testo fondamentale del romanticismo brasiliano, ma guadagnò riscontro internazionale essendo tradotto in spagnolo, tedesco (Der Guarany, Brasilianischer Roman, Maximillian Emerich, 1876) e inglese (The Guarany, romanzo brasiliano, James W. Hawes, 1893).
Il romanzo è ancora letto al giorno d'oggi, soprattutto nelle scuole brasiliane come introduzione alla lettura di romanzi. La critica letteraria tende a collegare O Guarani alle opere di James Fenimore Cooper, Chateaubriand e al buon selvaggio della tradizione rousseauniana.

## Trama
Il romanzo è ambientato nel 1604, periodo in cui il Portogallo e le sue colonie si sottomisero al dominio spagnolo per mancanza di eredi che salissero al trono. Alencar approfitta di questa complicazione dinastica per resuscitare la figura storica di Dom Antônio de Mariz (1536-1584), uno dei fondatori della città di Rio de Janeiro e colono pioniere. Questo sfondo storico (fattuale), che orienta tutto il romanzo, è l'ambientazione nei primi due capitoli; poi la fantasia, sia violenta che erotica, inizia a prevalere.
Dom Antônio si stabilisce in una regione interna deserta, a pochi giorni di viaggio dalla città balneare di Rio. La terra gli fu concessa grazie ai suoi servizi alla corona portoghese, della cui legittimità il nobile ora diffida. Per essere politicamente indipendente (se non economicamente) e attenersi ai codici d'onore portoghesi, costruisce una casa simile a un castello per dare rifugio alla sua famiglia in terra brasiliana dove vive come un signore feudale con la sua famiglia e i suoi servitori.
La sua famiglia è composta dalla sua severa moglie D. Lauriana, dalla sua angelica figlia dagli occhi azzurri Cecília, dal figlio dandy D. Diogo e dalla "nipote" Isabel, una cabocla che è in realtà la figlia illegittima di Dom Antônio e una donna indigena. Anche altre persone sono legate alla famiglia: alcuni fedeli servitori, quaranta avventurieri/mercenari trattenuti per protezione, il giovane nobile Álvaro de Sá, corteggiatore ideale per Cecília, e Peri, un indigeno del popolo Goitacá, che in passato salvò la vita di Ceci (come il romantico selvaggio chiama affettuosamente Cecília) e che da allora ha abbandonato la sua tribù e la sua famiglia. Peri è l'eroe che dà il titolo al libro, viene trattato come un amico da D. Antônio e Ceci e come un piantagrane dalla signora Mariz e Isabel. La vita dei personaggi viene stravolta dall'arrivo dell'avventuriero Loredano (in realtà, l'ex frate Angelo di Lucca) che si insinua nella casa e presto inizia a sovvertire gli altri feudatari, progettando di rapire Cecília e tramando contro la casa di Mariz; assieme all'omicidio accidentale di una donna Aimoré da parte di D. Diogo.